# Benno Haan
Frater Benno Haan OSB (* 1631 in Kopenhagen; † 6. November 1720 in Admont) war ein Kunststicker.

Frater Benno Haan, Dalmatik des Weihnachtsornates (1680), Nadelmalerei und Reliefstickerei, Stift Admont

## Leben und Wirken
Frater Benno Haan wurde im Jahre 1631 in Kopenhagen geboren. 1656 legte er im Benediktinerstift Admont die Ordensprofess als Laienbruder ab. Als Kunststicker arbeitete Frater Benno Haan bis zu seinem Tod im Jahre 1720 für seine äbtlichen Auftraggeber im Stift Admont. Die Auftraggeber sind zum Teil anhand applizierter Wappenkartuschen und porträthafter Darstellungen identifizierbar.
Aus der von ihm begründeten „Admonter Stickereiwerkstätte“ sind sakrale Textilkunstwerke (Paramente) von Weltrang hervorgegangen. In einem umfangreichen Lebenswerk schuf der „hervorragende Meister in der Kunst des Stickens“ (Erwähnung im Admonter Totenbuch) prachtvolle Nadelarbeiten für die liturgische Verwendung, darunter mehrere Pontifikalornate und die Ornamentik an den Wandbehängen (1698–1726) im Presbyterium der Stiftskirche Admont.
Die in höchster Qualität ausgeführten Stickereien zeichnen sich aus durch kunstvolle Sticktechnik, die Kombination von Seiden-, Gold- und Silberstickerei, durch in feiner „Nadelmalerei“ mit spektralschattierten Flachstichen ausgeführten szenischen und figuralen Bildmotiven.
In den Stickereien von Frater Benno Haan erschließt sich eine facettenreiche Barockwelt mit religiös-künstlerischem Ausdruck. „Denkbilder“ erklären unter Einschließung von Naturelementen emblemhaft geistliche Inhalte. Als Symbole vermitteln sie theologische Botschaften und machen die Verherrlichung Gottes im Sinne der Benediktusregel (Kap. 57, 9) erfahrbar:
„UT IN OMNIBUS GLORIFICETUR DEUS“ – „Damit Gott in allem verherrlicht werde“.
Im Museum des Stiftes Admont wird eine jährlich wechselnde Auswahl aus dem reichen Bestand an diesen fragilen Textilien unter bestmöglichen musealen und konservatorischen Bedingungen der Öffentlichkeit präsentiert.